# Ella Robinson Merchant
Ella Robinson Merchant (Cedar Falls, Iowa, 26 de setembre de 1857 - Lincoln, Nebraska,16 de juny de 1916) fou una editora i escriptora estatunidenca. El seu pare era el Dr. William Robinson.
La seva única obra literària coneguda va ser Descobrint un món paral·lel: un romanç, novel·la de ciència-ficció de caràcter feminista publicada el 1893, conjuntament amb Alice Ilgenfritz Jones i signada amb el pseudònim col·lectiu Two Women of the West (Dues dones d'Occident). La novel·la descriu la història d'un home que va a Mart amb avió i allà estudia la societat de dues ciutats en dos països molt diferents i en fa la comparació: la segona, situada a les muntanyes és una ciutat sense classes socials on prevalen els valors ètics i democràtics, molt diferent de la primera i també de la societat estatunidenca de finals del segle xix.
Va ser propietària i impulsora de diaris als estats de Montana i d'Iowa, conjuntament amb el seu marit, Lorenzo Stoddard Merchant. Quan aquest va morir, ella va continuar al capdavant de la capçalera Cedar Rapids Daily Republican. El 1898, se'n va vendre les accions i va dedicar-se a viatjar, entre d'altres, a Chicago, Louisiana, París, i també va residir a Iowa, Nova York i Washington. No va tenir fills i la seva fortuna va anar a parar als germans del seu marit, Frank Ivan Merchant i Kate Matilda Merchant, que tampoc varen tenir descendència i varen llegar els recursos per crear una beca d'estudis a la Universitat de Northern Iowa, encara activa.